# Marigny-lès-Reullée
Pour les articles homonymes, voir Marigny.
Marigny-lès-Reullée est une commune française située dans le département de la Côte-d'Or en région Bourgogne-Franche-Comté.

## Géographie

### Localisation
|                   | Villy-le-Moutier    |                     |
| Ruffey-lès-Beaune | Marigny-lès-Reullée | Corberon Corgengoux |
|                   | Meursanges          |                     |

### Hydrographie
La commune est drainée par la Chargeolle, affluent en rive gauche de la Bouzaise, qui la borde au sud, de même que la Laune. 

### Climat
Pour des articles plus généraux, voir Climat de la Bourgogne-Franche-Comté et Climat de la Côte-d'Or.
En 2010, le climat de la commune est de type climat océanique dégradé des plaines du Centre et du Nord, selon une étude du Centre national de la recherche scientifique s'appuyant sur une série de données couvrant la période 1971-2000. En 2020, Météo-France publie une typologie des climats de la France métropolitaine dans laquelle la commune est dans une zone de transition entre le climat océanique altéré et le climat océanique altéré et est dans la région climatique  Bourgogne, vallée de la Saône, caractérisée par un bon ensoleillement (1 900 h/an), un été chaud (18,5 °C), un air sec au printemps et en été et des vents faibles. 
Pour la période 1971-2000, la température annuelle moyenne est de 11 °C, avec une amplitude thermique annuelle de 17,7 °C. Le cumul annuel moyen de précipitations est de 764 mm, avec 10,8 jours de précipitations en janvier et 7,2 jours en juillet. Pour la période 1991-2020, la température moyenne annuelle observée sur la station météorologique de Météo-France la plus proche, « Bragny sur Saône », sur la commune de Bragny-sur-Saône à 11 km à vol d'oiseau, est de 12,3 °C et le cumul annuel moyen de précipitations est de 845,9 mm,. Pour l'avenir, les paramètres climatiques de la commune estimés pour 2050 selon différents scénarios d'émission de gaz à effet de serre sont consultables sur un site dédié publié par Météo-France en novembre 2022.

## Urbanisme

### Typologie
Au 1er janvier 2024, Marigny-lès-Reullée est catégorisée commune rurale à habitat très dispersé, selon la nouvelle grille communale de densité à 7 niveaux définie par l'Insee en 2022.
Elle est située hors unité urbaine. Par ailleurs la commune fait partie de l'aire d'attraction de Beaune, dont elle est une commune de la couronne,. Cette aire, qui regroupe 64 communes, est catégorisée dans les aires de 50 000 à moins de 200 000 habitants,.

### Occupation des sols
L'occupation des sols de la commune, telle qu'elle ressort de la base de données européenne d’occupation biophysique des sols Corine Land Cover (CLC), est marquée par l'importance des territoires agricoles (63,7 % en 2018), une proportion sensiblement équivalente à celle de 1990 (64,1 %). La répartition détaillée en 2018 est la suivante : 
terres arables (50,8 %), forêts (36,3 %), prairies (8 %), zones agricoles hétérogènes (5 %). L'évolution de l’occupation des sols de la commune et de ses infrastructures peut être observée sur les différentes représentations cartographiques du territoire : la carte de Cassini (XVIIIe siècle), la carte d'état-major (1820-1866) et les cartes ou photos aériennes de l'IGN pour la période actuelle (1950 à aujourd'hui).

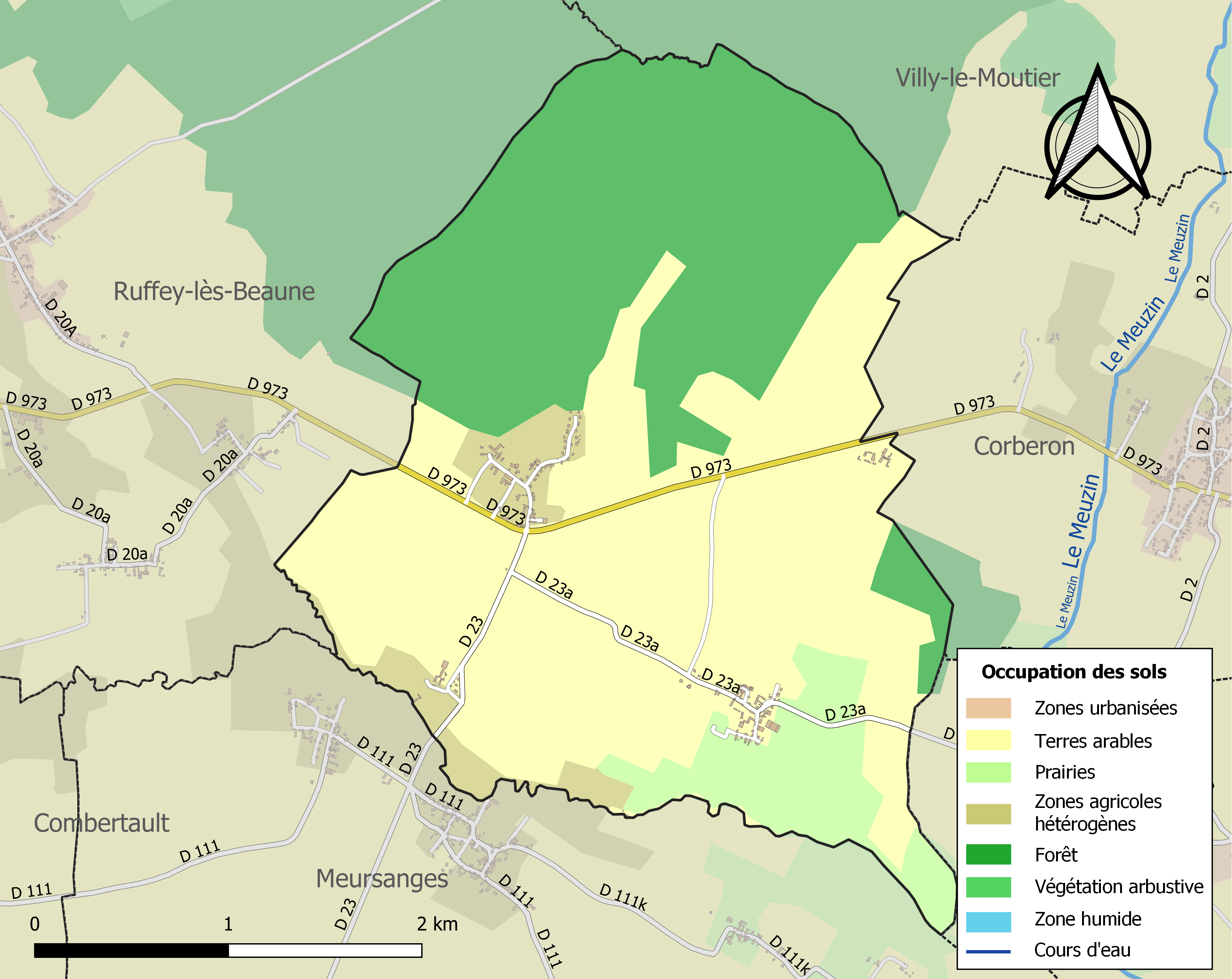
Carte des infrastructures et de l'occupation des sols de la commune en 2018 (CLC).

### Voies de communication et transports
La commune est traversée d'est en ouest par la départementale D973 qui relie Beaune à Seurre.

## Toponymie
Les formes anciennes de Marigny-lès-Reullée sont : Ecclesia de Marriniaco 1150, ecclesia Sancti Justi de Marrigneio 1175, Marrigneium prope Rurelatum 1234, Marrigné 1262, Marrigneyum versus Moyseyum 1300, Merrigny soubz Beaune 1377, Marrigney 1391,  Marigney 1431, Marrigny près de Reullez  1450, Marrigny près Rullées 1470, Marigny 1549,  Marrigny 1657, Marignles-Reullée 1783.
Bien que la mention la plus ancienne, Marriniaco, ne remonte qu'au XIIe siècle, il faut rester prudent sur l'étymologie possible. Cependant cette forme se rattache aux noms mérovingiens composés du NP Matrinius issus de Matrius dérivé de Mater "Mère" + suff. -acum. Marigny peut se traduire par "le Domaine de la Mère".

## Histoire
L'étymologie de Marigny indique que ce nom a pu se former dès l'époque mérovingienne.
L'église primitive était sous le vocable de Saint-Just, puis de Saint-Luc. La cure  appartenait au chapitre d'Autun, archiprêtré de Beaune à qui elle avait été donnée par Henri de Bourgogne, évêque d'Autun,  en 1150.
Marigny-lès-Reullée fut une ancienne possession des Carmélites de Beaune qui avaient acheté cette terre en 1633, de Bernard Perret, conseiller au parlement de Dijon ; elles le revendirent à un laïc, en 1690.

## Politique et administration
| Période                                  | Période   | Identité            | Étiquette | Qualité |
| ---------------------------------------- | --------- | ------------------- | --------- | ------- |
| mars 1995                                | mars 2011 | Bernard Javel       |           |         |
| mars 2011                                | en cours  | Jean-Paul Bourgogne |           |         |
| Les données manquantes sont à compléter. |           |                     |           |         |

## Population et société

### Démographie
L'évolution du nombre d'habitants est connue à travers les recensements de la population effectués dans la commune depuis 1793. Pour les communes de moins de 10 000 habitants, une enquête de recensement portant sur toute la population est réalisée tous les cinq ans, les populations de référence des années intermédiaires étant quant à elles estimées par interpolation ou extrapolation. Pour la commune, le premier recensement exhaustif entrant dans le cadre du nouveau dispositif a été réalisé en 2008.

En 2022, la commune comptait 214 habitants, en évolution de +0,47 % par rapport à 2016 (Côte-d'Or : +0,82 %, France hors Mayotte : +2,11 %).
| 1793 | 1800 | 1806 | 1821 | 1831 | 1836 | 1841 | 1846 | 1851 |
| ---- | ---- | ---- | ---- | ---- | ---- | ---- | ---- | ---- |
| 222  | 228  | 248  | 288  | 229  | 268  | 275  | 280  | 258  |

| 1856 | 1861 | 1866 | 1872 | 1876 | 1881 | 1886 | 1891 | 1896 |
| ---- | ---- | ---- | ---- | ---- | ---- | ---- | ---- | ---- |
| 270  | 261  | 250  | 269  | 272  | 234  | 232  | 217  | 208  |

| 1901 | 1906 | 1911 | 1921 | 1926 | 1931 | 1936 | 1946 | 1954 |
| ---- | ---- | ---- | ---- | ---- | ---- | ---- | ---- | ---- |
| 220  | 217  | 227  | 180  | 176  | 173  | 163  | 145  | 145  |

| 1962 | 1968 | 1975 | 1982 | 1990 | 1999 | 2006 | 2008 | 2013 |
| ---- | ---- | ---- | ---- | ---- | ---- | ---- | ---- | ---- |
| 150  | 134  | 101  | 144  | 168  | 171  | 187  | 192  | 206  |

| 2018 | 2022 | - | - | - | - | - | - | - |
| ---- | ---- | - | - | - | - | - | - | - |
| 220  | 214  | - | - | - | - | - | - | - |

## Culture locale et patrimoine

### Lieux et monuments
- L'église Saint-Luc, anciennement sous le vocable de Saint-Just[12], fut reconstruite au XIXe siècle.

## Héraldique
| Blason de Marigny-lès-Reullée | Blason  | De gueules à la fasce d'or chargée d'un lion léopardé de sable. |
| Blason de Marigny-lès-Reullée | Détails |                                                                 |